# Генлісея
Генлісея (Genlisea) — комахоїдна рослина, поширені в Центральній Америці, Вест Індії, Африці та на Мадагаскарі. Ловчі пристрої генлісеї складаються з окремих пухирців з довгими трубочками. Вони закінчуються двома спірально скрученими шилоподібними відростками. Їх внутрішні стінки вкриті численними щетинками, спрямованими донизу. Вони перешкоджають виходу комах назовні. Генлісея своєю асиметричною формою нагадує клешню краба, в яку легко потрапити, але вирватися практично неможливо. Полювання на все живе ведеться не тільки над земною поверхнею (це справа фотосинтезуючого зовнішнього листя), але і в ґрунті, де за допомогою порожніх трубочок, теж спіралеподібних, засмоктуються разом із ґрунтовими водами мікроорганізми. Перетравлювання їжі відбувається безпосередньо в каналах її надходження.
У цих хижих рослин два різні типи листя: фотосинтезуюче листя над землею та спеціальне підземне листя, яке також заманює, ловить і перетравлює дрібні організми.
Підземне листя для рослини-хижака виконує і роль коренів для вбирання води і прикріплення, оскільки у самої рослини-хижака коренів немає.
Листя під землею формує порожні трубки, які мають вигляд спіралі. Дрібні мікроби потрапляють у ці трубки за допомогою потоку води, але вже не можуть з них вийти.